# Sabiene Karlsson
Sabiene Laila Elisabeth Karlsson (* 28. März 1962 in Häverö) ist eine ehemalige schwedische Biathletin.
Sabiene Karlsson gehörte mit Läuferinnen wie Eva Korpela, Inger Björkbom, Anna Hermansson und Mia Stadig zur ersten Generation schwedischer Biathletinnen, die mit sowjetischen, norwegischen und teilweise auch finnischen Athletinnen die Weltspitze von der Einführung der Weltmeisterschaften 1984 bis zu den ersten Olympischen Winterspielen, an denen 1992 in Albertville auch weibliche Starterinnen teilnehmen durften, bildete.
Karlsson nahm erstmals an den Weltmeisterschaften 1986 im heimischen Falun an Biathlon-Weltmeisterschaften teil und wurde 14. des Sprints und 15. des Einzels. Mit Eva Korpela und Inger Björkbom gewann sie als Schlussläuferin der Staffel hinter der übermächtigen Staffel aus der Sowjetunion die Silbermedaille. 1987 wurde sie in Lahti 13. im Einzel und 27. des Sprints. Letztmals nahm die Schwedin in Feistritz an der Drau an Weltmeisterschaften teil und erreichte im Einzel den 24., im Sprint den 19. und mit Björkbom und Stadig im Staffelrennen den siebten Platz. Hinzu kam der sechste Platz im erstmals ausgetragenen Mannschaftsrennen, den sie mit Björkbom, Anna Hermansson und Stadig erreichte.

## Biathlon-Weltcup-Platzierungen
Die Tabelle zeigt alle Platzierungen (je nach Austragungsjahr einschließlich Olympische Spiele und Weltmeisterschaften).
- 1.–3. Platz: Anzahl der Podiumsplatzierungen
- Top 10: Anzahl der Platzierungen unter den ersten zehn (einschließlich Podium)
- Punkteränge: Anzahl der Platzierungen innerhalb der Punkteränge (einschließlich Podium und Top 10)
- Starts: Anzahl gelaufener Rennen in der jeweiligen Disziplin
- Staffel: inklusive Mixed-Staffel

| Platzierung                                                                                     | Einzel | Sprint | Verfolgung | Massenstart | Team | Staffel | Gesamt |
| ----------------------------------------------------------------------------------------------- | ------ | ------ | ---------- | ----------- | ---- | ------- | ------ |
| 1. Platz                                                                                        |        |        |            |             |      |         |        |
| 2. Platz                                                                                        |        |        |            |             |      | 2       | 2      |
| 3. Platz                                                                                        |        |        |            |             |      | 1       | 1      |
| Top 10                                                                                          | 2      | 1      |            |             | 2    | 6       | 11     |
| Punkteränge                                                                                     | 5      | 4      |            |             | 2    | 6       | 17     |
| Starts                                                                                          | 6      | 5      |            |             | 2    | 6       | 19     |
| Stand: Karriereende, inklusive Olympischer Spiele und Weltmeisterschaften, Daten nicht komplett |        |        |            |             |      |         |        |